# Vicente Filisola

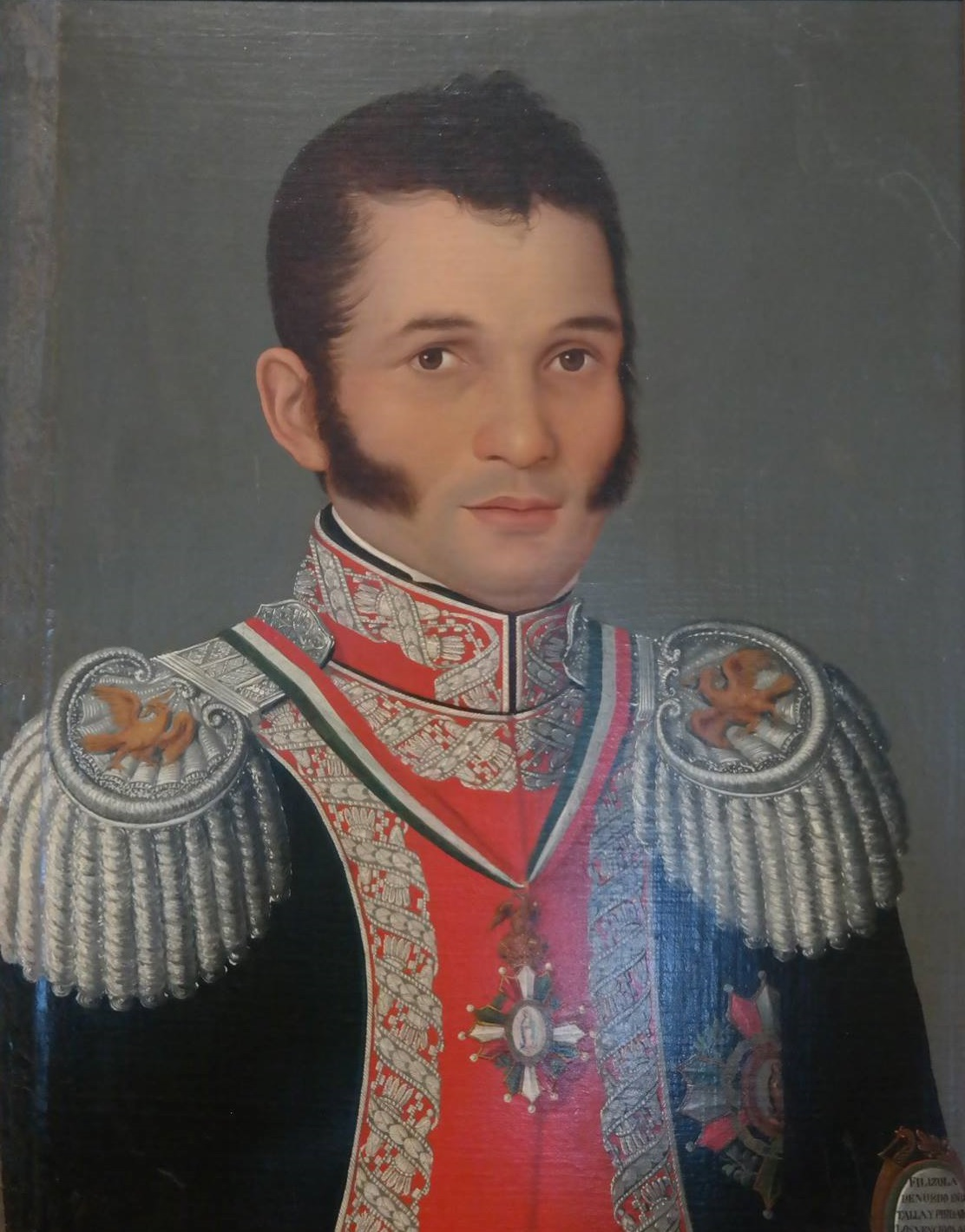
Vicente Filisola

Vicente Filisola (* 1789 in Rivello, Königreich Neapel; † 1850 in Mexiko-Stadt) war ein mexikanischer General sowie Generalkapitän von Zentralamerika.

## Leben
Filisola kam in früher Jugend – wohl zusammen mit seiner Familie – nach Spanien. Er scheint dort eingebürgert worden zu sein. Jedenfalls wird er in späteren Dokumenten als Spanier geführt.

### Militärischer Aufstieg
Mit 15 Jahren, am 17. März 1804, verpflichtete Filisola sich für die spanische Armee. Im Jahre 1811 wurde er – inzwischen im Rang eines Unterleutnants – nach Neuspanien (Mexiko) abkommandiert, wo seit dem Unabhängigkeitsaufruf (Grito de Dolores) des Priesters Miguel Hidalgo am 16. September 1810 der Unabhängigkeitskrieg in vollem Gange war. Er wurde 1813 zum Hauptmann der Artillerie und 1814 zum Grenadierhauptmann ernannt.
In dieser Zeit lernte Filisola Agustín de Iturbide kennen, mit dem ihn in der Folgezeit eine persönliche Freundschaft verband. So wechselte er 1820 auch gemeinsam mit diesem auf die Seite der aufständischen Mexikaner und unterstützte dessen "Plan von Iguala" und schließlich dessen Aufstieg zum Kaiser Agustín I. Diese Freundschaft und Unterstützung verhalf Filisola seinerseits zu einem raschen militärischen Aufstieg. So wurde er bereits 1821 zum Brigadegeneral und Kommandeur der "Trigarante Armee" ernannt.

### Generalkapitän von Zentralamerika
Am 15. September 1821 hatte sich auch Zentralamerika für unabhängig erklärt. Im Anschluss an die Unabhängigkeitserklärung war jedoch zwischen Konservativen und Liberalen eine Diskussion darüber ausgebrochen, ob sich Zentralamerika – wie von Gabino Gaínza und den Konservativen angestrebt – auf der Grundlage des "Plans von Iguala" dem mexikanischen Kaiserreich anschließen oder einen unabhängigen Bundesstaat nach dem Vorbild der USA bilden sollte. Zur Unterstützung Gaínzas beorderte Agustín I. Filisola mit 600 Mann an die Grenze zu Chiapas, das damals noch zu Zentralamerika gehörte. Daraufhin erklärte Gaínza mit Dekret vom 5. Januar 1822 den Anschluss Zentralamerikas an das Kaiserreich Mexiko und Agustín I. ernannte ihn zum Generalkapitän (Militärgouverneur) von Zentralamerika.
Dies löste in El Salvador unter der Führung von Dr. Matías Delgado und Manuel José Arce massiven Widerstand aus. Die Liberalen in El Salvador erklärten den Anschluss an Mexiko für unwirksam und El Salvador für unabhängig und mobilisierten einen bewaffneten Widerstand. Da Gabino Gaínza die Lage in El Salvador nicht unter Kontrolle bekam, ernannte Agustín I. nunmehr Filisola zum Generalkapitän von Zentralamerika und befahl ihm mit den an der Grenze stationierten Truppen nach El Salvador einzurücken und den Widerstand niederzuschlagen. Am 23. Juni 1822 übertrug Gaínza ihm in Guatemala-Stadt die Regierungsgewalt.
Sodann wandte sich Filisola mit seinen Truppen nach El Salvador, wo er am 9. Februar 1823 den entscheidenden Sieg über die aufständischen Liberalen errang. Nach Guatemala-Stadt zurückgekehrt, erhielt er jedoch Nachricht von der am 19. März erfolgten Abdankung Agustíns I. Angesichts dieser Tatsache widersetzte er sich der erneuten Unabhängigkeitserklärung und Ausrufung der "Vereinigten Provinzen von Zentralamerika" am 1. Juli nicht mehr, sondern versuchte nunmehr seinerseits, sich als Regierungschef eines unabhängigen Zentralamerika an der Macht zu halten. Schließlich musste er jedoch bereits nach zehn Tagen die Regierungsgeschäfte an eine provisorische Regierungsjunta unter der Führung des Arztes Dr. Pedro Molina übergeben und sich mit seinen Truppen nach Mexiko zurückziehen.

### Der texanische Unabhängigkeitskrieg
Trotz seiner engen Beziehung zu Agustín de Iturbide gelang es Filisola, auch nach dessen Sturz weiterhin bedeutende Positionen in Armee und Verwaltung der jungen Republik Mexiko auszuüben. Unter anderem wurde er 1833 zum Kommandeur der östlichen Provincias Internas ernannt.
Als Mitte 1835 Texas seine Lösung von Mexiko erklärte, ernannte der mexikanische Präsident, General Santa Anna, Filisola zu seinem Stellvertreter als Kommandeur der mexikanischen Truppen. Er nahm unter anderem an den Schlachten von Gonzales und Alamo teil. Als Santa Anna am 22. April 1836, dem Tag nach der verheerenden Niederlage in der Schlacht von San Jacinto, von den Texanern gefangen genommen wurde, fiel Filisola die Aufgabe zu, den Rückzug der mexikanischen Truppen zu organisieren. Auf Santa Annas Befehl hin räumte Filisola San Antonio, ratifizierte den von Santa Anna geschlossenen "Vertrag von Velasco" und setzte die Truppen Richtung Matamoros in Marsch. Am 28. Mai erhielt er von der neuen mexikanischen Regierung unter Präsident José Justo Corro (Santa Anna war inzwischen abgesetzt worden) den Befehl, eroberte Gebiete nicht zu räumen. Zwar erklärte sich Filisola daraufhin zunächst zu einer Rückeroberung bereits geräumter Gebiete bereit, entschloss sich dann jedoch aufgrund des Zustands seiner Truppen, den Rückzug nach Matamoros fortzusetzen. Am 12. Juni wurde Filisola als Kommandeur der mexikanischen Truppen abgelöst und zog sich nach Saltillo zurück. Wegen des eigenmächtigen Rückzugs wurde er in Mexiko vor ein Kriegsgericht gestellt, jedoch im Juni 1841 freigesprochen.
Im Mexikanisch-Amerikanischen Krieg kommandierte Filisola eine der drei mexikanischen Divisionen. Zwei Jahre nach Ende dieses Krieges starb er in Mexiko-Stadt an der Cholera.